# Teresa Ciepły
Teresa Barbara Ciepły née Wieczorek (Brodnia, 19 de outubro de 1937 - Bydgoszcz, 8 de março de 2006) foi uma atleta e campeã olímpica polonesa.
Uma das grandes velocistas e barreiristas europeias dos anos 60, foi quatro vezes campeã polonesa dos 80 m c/ barreiras (1961-62, 1964-1965) e duas nos 100 m rasos (1960-1962). Estreou em Jogos Olímpicos em Roma 1960, conquistando uma medalha de bronze no revezamento 4x100 m. No Campeonato Europeu de Atletismo de 1962, em Belgrado, Cieply conseguiu proeminência internacional ganhando a medalha de ouro nos 80 m c/ barreiras e dois bronzes, nos 100 m rasos e integrando o revezamento 4x100 m polonês.
Seu maior momento na carreira veio em Tóquio 1964, quando primeiro conquistou a prata nos 80 m c/ barreiras e depois o ouro olímpico integrando o 4x100 m, junto com Irena Szewińska, Halina Górecka e Ewa Kłobukowska, que quebrou o recorde mundial (43s6). Em 1967, porém, uma das integrantes do revezamento, Kłobukowska, foi desclassificada e desqualificada para competir em eventos femininos de atletismo, devido a possuir um número de cromossomos masculinos maior que o aceitável em mulheres, e teve todos seus recordes retirados, incluindo o do revezamento campeão em Tóquio. As colocações, entretanto, forma mantidas, permitindo a Cieply conservar sua única medalha de ouro olímpica.